# Museum der Region Cetinska-Krajina

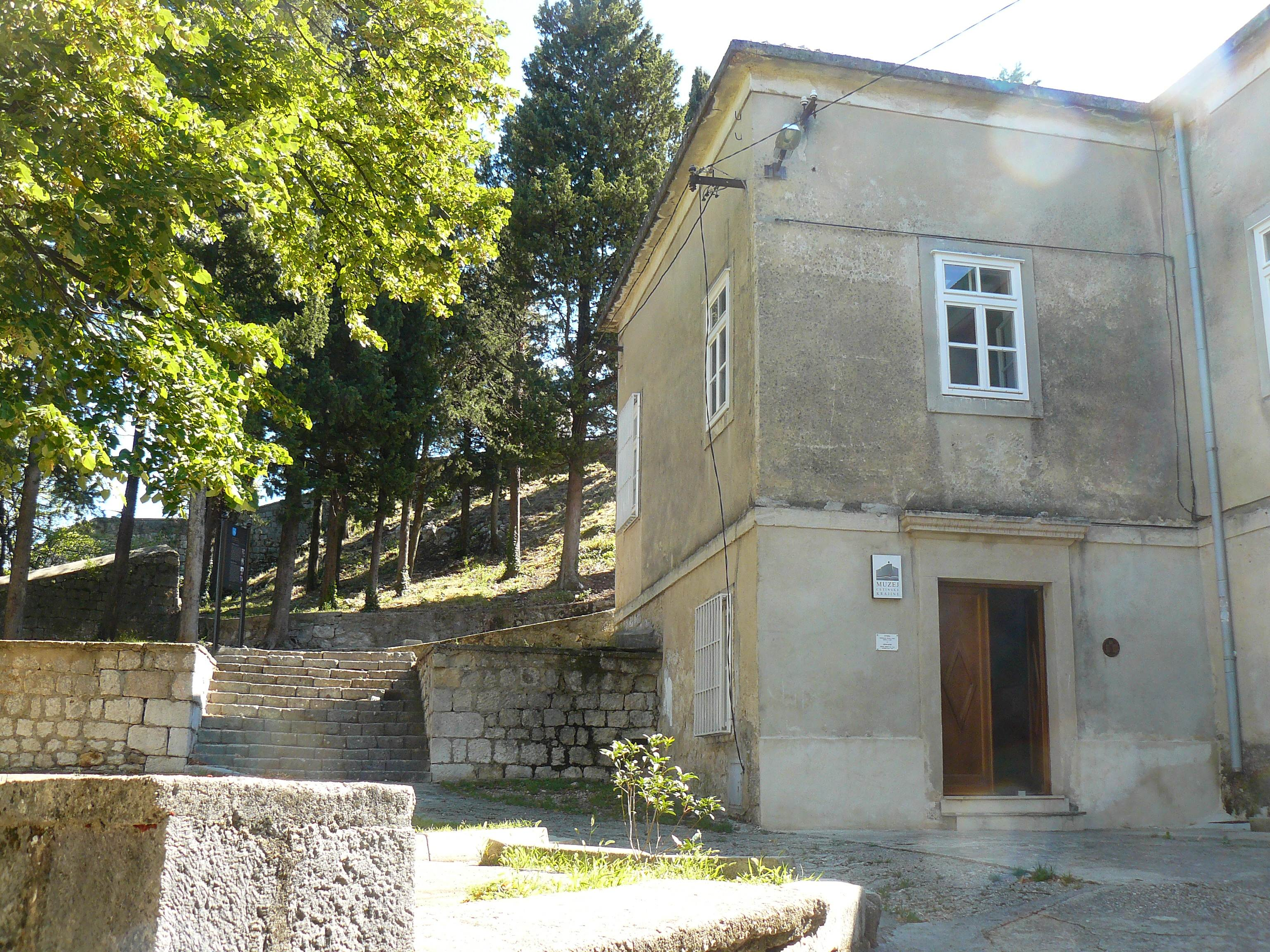
Eingang des Museums

Das Museum der Region Cetinska-Krajina (kroatisch Muzej Cetinske krajine – Sinj) in Sinj, Kroatien, ist ein Museum für Kulturgeschichte der Region Cetinska Krajina, also der Region im Bereich des Flusses Cetina. Es wurde 1956 gegründet und besitzt mehrere Sammlungen, darunter eine archäologische, eine numismatische, eine kulturhistorische, eine ethnografische und eine naturhistorische Sammlung.